# Erigorgus coreanus
Erigorgus coreanus là một loài tò vò trong họ Ichneumonidae.